# 1985년 서울시내버스 노선번호 개편
다음은 1985년 10월 1일 시행된 서울시내버스의 노선번호 개편 내용이다.

## 시내버스
- 5번 (대진운수) 정릉-혜화로타리-창경원(현 창경궁)-상암동
- 7번 (신흥교통) 오금동-반포-대방동
- 9번 (신원교통) 역곡-신정동-오목교-전경련-순복음교회-63빌딩-신촌역
- 15번 (한성여객운수) (순환노선화)하계동-신설동-하계동
- 16번 (한성운수) 과천-마장동-장위동-우이동
- 17번 (삼영교통) 개포동-동대문-청량리-신내동
- 18번 (서울승합) 고덕아파트-강동구청-종로5가
- 19번 (아진교통) 도봉산-동대문운동장-왕십리-면목동-청량리
- 20-2번 (아륙교통) 방학동-광산슈퍼-수유리-율곡로-퇴계로-서울역
- 21번 (서울승합) 둔촌동-반포-흑석동
- 27번 (미아운수) 수유리-공덕동-홍대앞-아현동
- 29번 (한성운수) 번동-반포-가야병원-방배역-반포
- 31번 (흥기운수) 구로구청-신정-영등포시장-여의도
- 32번 (삼화상운) 장위동->미도파-종로2가<-종로1가-후암동
- 34번 (한성여객운수) 염리동-장위동(굴곡노선 직선화)
- 34-1번 (한성여객운수) 하계동-청계2가-중앙극장-염리동
- 38-2번 (진아교통) 태릉서앞-용두동-한남동-도곡동
- 56-1번 (신흥교통) 오금동-강남역-고속터미널-대방동
- 62-1번 (태진운수) 개포동-도곡네거리-진선여-신길동
- 63번 (승원여객자동차) 개포동-혜화동(굴곡노선 직선화)
- 63-1번 (승원여객자동차) 가락시장-삼성역-경기고등학교-혜화동
- 65번 (한서교통) 가락동-영동교-청량리역-경동시장
- 67-1번 (동부운수) 둔촌동-광장동-한양대-신세게
- 70번 (남부운수) 신촌역-시흥동 차고지 연장
- 72번 (삼성여객자동차) 서초동-서울역-사직터널-서울역
- 73-1번 (삼성여객자동차) 서초동-고속터미널-성동구청
- 77번 (대흥교통) 사근동-서울역-만리동-여의도
- 78-1번 (서울여객) 대치동-도곡네거리-선릉역-강남구청-신사동-원지동
- 80번 (삼성여객자동차) 서초동-이태원-신당동-서울운동장
- 83번 (신진운수, 삼성여객자동차) 중앙청-AID아파트-휘문고-은마아파트
- 85번 (풍양운수) 봉천동-서울역-종로-성북동
- 87번 (서울버스) 중동고교-숙명여고-선릉역-고속터미널-방배동-말죽거리-중동고교
- 89-1번 (범진여객) 사당동-장승백이-노량진-장승백이-사당동
- 92-2번 (신촌운수) 문래동-봉천동-교대-말죽거리
- 94번 (성진상운) 금옥여고-영등포-서울대학교
- 95번 (한남여객운수) 서울대학교-서울역-혜화동
- 95-1번 (한성운수) 구로공단-신림동-신세계
- 96번 (상마운수) 난곡동-신정동-영등포역
- 97-1번 (삼원여객) 과천-흑석동-영등포시장-당산역
- 99번 (안남운수) 안양-서울역-중앙청(경복궁)회차

- 101번 (보성운수) 난곡-반포-고속터미널-노량잔-당산동
- 102번 (상마운수) 발산동-봉천교-신림로타리-봉천동
- 105번 (공항버스, 신촌교통) 부천시-당산역회차
- 106번 (신길운수) 공단오거리-2공단-개봉역-신정동-강서구청-칼아파트-개봉동
- 108번 (범일운수) 시흥동-대방역-당산역-양평동-강변도로-당산역
- 108-1번 (범일운수) 시흥동-구로구청-대림역 회차
- 110번 (한성운수) 신정동-영등포시장-구로공단-구로역-고척동-신정동(순환)
- 113번 (대원여객) 의정부-약수동고개-고속터미널
- 118번 (보영운수) 철산리-영등포역-신촌(이대회차)
- 120번 (보성운수) 구로동-세무서-영등포역-여의도
- 125번 (공항버스) 부천내동-당산역-영등포역
- 129번 (한남여객운수) 신정동-시청-서대문로타리
- 130번 (김포교통) 김포-중앙청(경복궁)-새문안길~아현동
- 132번 (경성여객자동차) 망원동-종로구간-면목동
- 133-1번 (서부운수) 북가좌동-종로구간-하월곡동
- 133-2번 (서부운수) 북가좌동-마포대교-국회앞-시흥동
- 135번 (도원교통, 유성운수) 평창동-남영동-동교로타리-봉원동
- 135-1번 (유성운수) 평창동-남영동-동교로타리-성산동
- 137번 (영동교통) 방이동-어린이대공원-신대방동
- 139번 (신촌운수) 면목동-퇴계로-신촌-양평동-문래
- 142번 (신촌교통) 수색-종근당-새문안길-서울역
- 147번 (동해운수) 화전-독립문-중앙청(현 경복궁)-서울역-독립문
- 153번 (선진운수) 갈현동-서대문로타리-서울역-퇴계로3가-비원-사직터널
- 154번 (제일여객자동차) 기자촌-녹번동-종로-신당동-옥수
- 155번 (제일여객자동차) 옥수동-을지로-광화문-불광동-기자촌
- 156-1번 (제일여객자동차) 구파발-반포-고속터미널-반포
- 158번 (신성교통) 녹번동-홍제역 (홍제역 하차)
- 165번 (금성교통) 금곡-청량리-경동시장
- 166번 (태화상운) 도곡리-청량리역-경동시장

- 205번 (북부운수) 어린이대공원-면목동-녹번동회차
- 211번 (중부운수) 목동-왕십리회차
- 235번 (신우교통) 상계동-청량라-마장동 터미널-압구정동-강남역-면허시험장-가락시장
- 235-1번 (신우교통) 수유리-대지극장-길음역-삼양시장
- 239-1번 (대성운수) 성남시-신사동-압구정동-국기원
- 240번 (대성운수) 성남시-가락동(잠실역 잠실4단지)-면허시험장-고속터미널-여의도63빌딩
- 288번 (신진운수) 개포동-반포-한강대교-신세계 회차
- 288-1번 (신진운수) 대공원-말죽거리-은마아파트-면허시험장-잠실역-가락시장
- 311번 (삼영교통) 개포동-은마아파트-휘문고-종로5가
- 333번 (한성여객운수) 우이동-종로3가-남대문-신림8동
- 388번 (신길운수) 시흥-신정동-화곡아파트-신정동
- 541번 (현대교통) 남가좌동-종로구간-신설동-중곡동
- 542번 (현대교통) 남가좌동-청계구간-성동공-중곡동
- 569번 (서울승합) 고덕동-천호동-잠실역-종합운동장
- 570-1번 (동성교통) 성남동-암사동-길동-천호네거리
- 571번 (수도교통) 반포-이수교-배나무골-사당역
- 571-1번 (수도교통) 반포-이수교-배나무골-사당역
- 588번 (신길운수) 화곡동-신촌-퇴계로-왕십리
- 710번 (대진운수) 종로-서울역-개포동
- 811번 (남산운수, 대진운수, 삼선버스, 삼성여객자동차, 삼영교통, 서울여객, 신진운수) 수유리-선릉역-개포동

## 좌석버스
- 2번 (아진교통) 도봉산-종암동-종로-서울역
- 10번 (흥안운수) 상계동-삼선교-종로-서울역
- 12번 (삼영교통) 개포동-시청앞-신촌-상암동
- 13번 (한성운수) 번동-행당동-고속터미널-반포
- 14번 (삼영교통) 개포동-압구정동-안국동-광화문
- 16번 (대진운수) 정릉-고속터미널-삼성동-개포동
- 17번 (아진교통) 서초동-고속터미널-광화문
- 22번 (진아교통) 태릉-청량리-종로-서울역
- 23번 (수도교통) 마천동-군자동(청량리~무교동)
- 30번 (태진운수) 가락동-압구정동-여의도
- 33번 (삼선버스) 고덕동-잠실-고속터미널-영등포
- 34번 (서울승합) 명일동-군자동-청량리
- 40번 (신촌교통) 대치동-광교-무교동
- 41번 (서울버스) 개포동-고속터미널-광화문
- 45번 (동성교통) 금광동-수서동-고속터미널-광화문
- 46번 (삼성여객자동차) 가락동-개포동-고속터미널-미도파
- 47번 (신촌교통) 가락동-잠실역-강남역-동교동
- 50번 (삼화교통) 시흥동-노량진-서울역-종로1가
- 51번 (과천여객자동차) 서울대-이수교차로-미도파
- 52번 (한남여객운수) 서울대-노량진-서울역-종로1가
- 53번 (남부운수) 광명시-영등포역-서부역-미도파
- 55번 (화곡교통) 신월동-연대앞-광화문-시청앞
- 59번 (서울승합) 고덕동-천호동-종로-광화문
- 60번 (상신교통) 철산리-영등포역-여의도-광화문
- 61번 (영인운수) 외발산동-영등포-여의도-시청앞
- 62번 (신길운수) 화곡동-등촌동-연대앞-시청앞
- 63번 (공항버스) 김포공항-마포-시청앞
- 64번 (중부운수) 신월동-고속터미널-잠실-둔촌동
- 65번 (태진운수) 봉천동-서초동-가락농수산물시장
- 66번 (화곡교통) 발산동-목동-광화문-시청앞
- 70번 (현대교통) 홍은동-한양대학교-둔촌동-가락동
- 72번 (선진운수) 역촌동-홍은동-독립문-미도파
- 81번 (제일여객자동차) 진관외동-동교동-고속터미널
- 567번 (우성버스) 사당동-학동-영동교-망우동
- 631번 (화곡교통) 고척동-영등포시장-남영역-미도파
- 700번 (공항버스) 방화동-영등포시장-여의도순환
- 725번 (동아운수) 상도2동-서울역-정릉동
- 753번 (남부운수) 시흥동(차고지연장)-공덕로타리
- 765번 (금성교통) 금곡-청량리역-경동시장

## 신설된 노선
- 801번 (도원교통, 동부운수, 동북운수, 삼성여객자동차, 삼영교통, 삼화교통, 신촌교통, 아진교통, 원효여객, 유성운수, 한성운수) 신촌-삼각지-약수동-북악터널
- 802번 (경성여객자동차, 상진운수, 신우교통, 진아교통, 한성여객운수, 흥안운수) 면목동-묵동삼거리-월계동-위생병원-면목동
- 803번 (상진운수, 진아교통, 태릉교통) 태릉선수촌-월계동-돈암동-외국어대학교-석관동-월계동
- 804번 (아륙교통) 우이동-쌍문동-신창시장-연산묘
- 805번 (선진운수, 신성교통, 제일여객자동차) 기자촌-갈현동-은평구청-녹번동-불광시외버스터미널
- 806번 (선진운수, 신진운수, 신한교통, 현대교통) 홍은동-녹번동-역촌동-북가좌동-모래내-연희동
- 807번 (경성여객자동차, 도원교통, 동남교통, 범진여객, 우신운수, 유성운수, 진화운수) 이화여자대학교-신촌-성산동-망원동-유수지-대흥동
- 808번 (공항버스, 관악교통, 김포교통, 상마운수, 세풍운수, 신길운수, 영인운수, 화곡교통, 흥기운수) 당산역-등촌동-강서구청-신정단지-신도림동-영등포
- 809번 (관악교통, 보성운수, 삼화교통, 상마운수, 세풍운수, 신진운수, 신촌교통, 신촌운수, 영인운수, 창진상운, 풍양운수, 한남운수) 영등포역-구로동-관악구청-대방역
- 810번 (우신운수) 국립묘지-이수교-사당시장-사당네거리-과천
- 811번 (남산운수, 대진운수, 삼선버스, 삼성여객자동차, 삼영교통, 서울여객, 신진운수) 신사동-교육대학교-말죽거리-삼성동
- 812번 (수도교통) 길동네거리-태양금속-잠실역-석촌동-가락동-오금동
- 813번 (수도교통) 명일동-길동-잠실역-송파-가락농수산물시장
- 814번 (혁성운수, 동양교통) 대방동-63빌딩-순복음교회-한국방송공사

## 폐지된 노선
- 시내버스 : 165-1, 522-1, 146-1, 118-1, 239, 25-1, 25-2, 47, 500-1, 15-1, 150-1, 150-2, 92-1, 139-1, 9-1, 26-2, 10번
- 좌석버스 : 569, 205번

## 참고 문헌
- 경향신문 1985년 10월 1일자 10면 게재

## 같이 보기
- 1949년 서울시내버스 노선
- 1956년 서울시내버스 운행회사
- 1959년 서울시내버스 노선
- 1961년 서울시내버스 노선번호 개편
- 1964년 서울시내버스 노선번호 개편
- 1966년 서울시내버스 노선번호 개편
- 1970년 서울시내버스 노선번호 개편
- 1970년 서울시내버스 운행회사
- 1974년 서울시내버스 운행회사
- 2004년 서울특별시 버스 개편